# مجلس تسجيل الصحة البيئية
مجلس تسجيل الصحة البيئية (EHRB) هو جزء أساسي في المملكة المتحدة الّذي يصدر شهادات التسجيل على إكمال برامج التأهيل المهني الموافق عليها واعتماد مناهج الدراسة.
تحافظ المنظّمة على سجلّ الأشخاص الّذين أصدروا مثل هذه الشهادات.
بالإضافة إلى ذلك يدير مجلس تسجيل الصحة البيئية التقييمات المتعلقة بممارسة موظّفي المساعدة التقنيّة الّذين يحضرون مقرّرات معتمدة من الدراسة.
أنشطة مجلس تسجيل الصحة البيئية يرتبط ارتباطاً وثيقاً بجوانب عديدة من أعمال المعهد المأجور للصحة البيئية (CIEH) ووحدة معاييرها التعليمية والمهنية. مدراء المجلس بشكل رئيسي هم أوصياء المعهد المأجور للصحة البيئية, المسحوبون من مجلس المعايير التعليمية والمهنية , رغم أنّ الترشيحات للمجلس قديتمّ تقديمها من قبل وزير الدولة للصحة (بحدود شخصين), الإدارات الحكومية أو الوكالات الّتي لديها اهتمام في مجال الصحة البيئية (على سبيل المثال وكالة المعايير الغذائية ). الأشخاص الآخرون الذين لديهم اهتمام مناسبفي مجال الصحة البيئية يمكن تعيينهم أيضاً من قبل المجلس.

## وصلات خارجية
• مجلس تسجيل الصحة البيئية